# リカルド・ロハス
リカルド・ロハス（Ricardo Ismael Rojas Mendoza、1971年1月26日 - ）は、パラグアイの元サッカー選手。元パラグアイ代表。ポジションはディフェンダー。

## 来歴
1997年6月に親善試合でパラグアイ代表デビュー。直後のコパ・アメリカ1997でも3試合に出場した。また、出場機会は無かったが1998 FIFAワールドカップのメンバーにも選ばれた。パラグアイ代表で通算9試合に出場した。

## 代表歴

### 出場大会
- パラグアイ代表
  - 1998 FIFAワールドカップ

### 試合数
- 国際Aマッチ 9試合 0得点（1997年-1998年）[1]

| パラグアイ代表 | 国際Aマッチ | 国際Aマッチ |
| 年             | 出場        | 得点        |
| -------------- | ----------- | ----------- |
| 1997           | 5           | 0           |
| 1998           | 4           | 0           |
| 通算           | 9           | 0           |